# Plancher-les-Mines
Plancher-les-Mines là một xã ở tỉnh Haute-Saône trong vùng Bourgogne-Franche-Comté phía đông nước Pháp.